# Söderköping
Söderköping – miejscowość (tätort) w Szwecji, w regionie administracyjnym (län) Östergötland. Ośrodek administracyjny (centralort) gminy Söderköping. Do 1970 roku Söderköping miał administracyjny status miasta.
W 2010 roku Söderköping liczył 6992 mieszkańców.

## Geografia
Söderköping jest położony we wschodniej części prowincji historycznej (landskap) Östergötland, ok. 15 km na południowy wschód od Norrköping przy drodze E22. Przez miejscowość przepływa rzeka Storån i Kanał Gotyjski.

## Historia

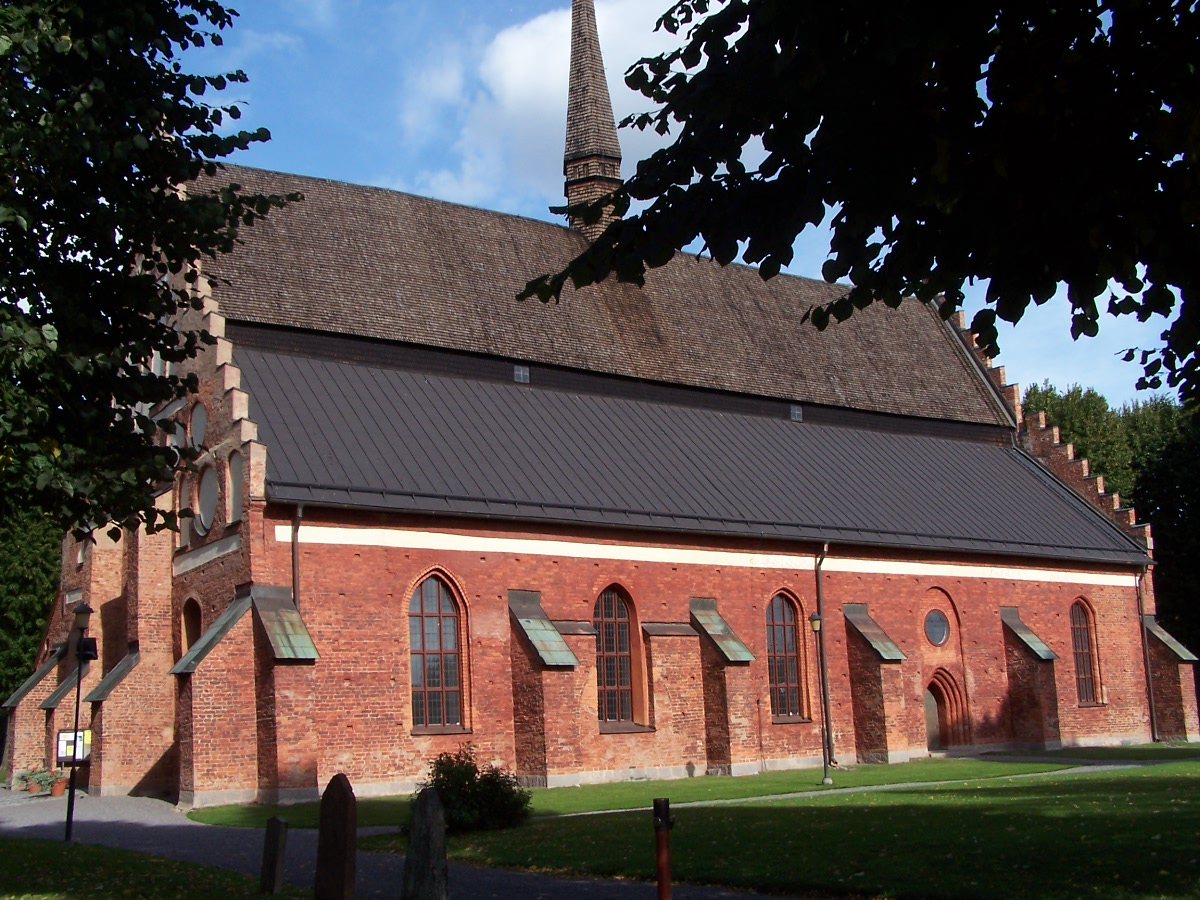
Kościół św. Wawrzyńca w Söderköping

W średniowieczu jedno z największych miast Szwecji, stanowiące ważne centrum handlowe dla prowincji Östergötland. Prawa miejskie w XIII wieku. Od XIX wieku ważny port handlowy nad Kanałem Gotyjskim, ruch handlowy zmniejszył się znacznie w latach 30. XX wieku, a potem zamarł zupełnie. Obecnie tylko ruch turystyczny.
W drugiej połowie XIX wieku i pierwszej połowie XX wieku uzdrowisko. Działalność uzdrowiskowa zakończyła się w latach 60. XX wieku, w dawnych budynkach uzdrowiska mieści się obecnie hotel.